# Nekrolog 3. Quartal 1954
Nekrolog
◄◄
| ◄
| 1950
| 1951
| 1952
| 1953
| 1954 | 1955 | 1956 | 1957 | 1958 | ► | ►►
1. Quartal |
2. Quartal |
3. Quartal |
4. Quartal 1954
Weitere Ereignisse | Allgemeiner Nekrolog 1954
Die Beschreibung der verstorbenen Person sollte so kurz wie möglich gehalten sein und nur deren signifikante Tätigkeit(en) enthalten.
Neue Namen ggf. auch unter dem Geburts- und Sterbedatum, also etwa unter 1. Januar und im Geburts- und Sterbejahr (2024) eintragen (nur bei entsprechender großer Wichtigkeit). Für Beispiele siehe die schon vorhandenen Artikel.
Außerdem über die fünf zuletzt Verstorbenen, zu denen es einen ausreichend guten Artikel für eine Präsentation auf der Hauptseite gibt, nach der todesbedingten Überarbeitung der Artikel ggf. auch unter Wikipedia Diskussion:Hauptseite informieren und sie am besten auch in den anderen Wikipedia-Sprachversionen eintragen. Tipp: Regelmäßig bei news.google.de nach „ist tot“, „gestorben“ oder „verstorben“ suchen.
Wenn eine Person gestorben ist, gibt es viele Seiten zu dieser Person in der Wikipedia, die davon auch betroffen sind und entsprechend aktualisiert werden müssen. Beispiele: Namenübersichtsseite, Geburtsjahr, Geburtsort-Seiten und viele mehr.
Wie finde ich die betroffenen Seiten?
Im Suchfeld auf der linken Seite gibt man den Suchbegriff so ein: „Vorname Nachname“. Dann klickt man auf Volltext und alle Seiten mit entsprechendem Suchtext werden aufgerufen. Hier sieht man dann schnell, wo auch das Todesjahr Sinn macht oder sogar ein Teil des Artikels angepasst werden muss. Auch hilft das „Werkzeug“ auf der linken Seite sehr gut, um solche Seiten aufzufinden: „Links auf diese Seite“. Somit ist die Wikipedia wieder aktuell in allen Bereichen! Hinweis: bei Eintragung der Kategorie „Gestorben JAHR“ wird der Missbrauchsfilter 49 ausgelöst, was jedoch nicht schlimm ist. Siehe: Spezial:Missbrauchsfilter/49
Dies ist eine Liste von im dritten Quartal 1954 verstorbenen bekannten Persönlichkeiten. Die Einträge erfolgen innerhalb der einzelnen Daten alphabetisch sortiert. Tiere sind im Nekrolog für Tiere zu finden.

## Juli
| Tag      | Name                                             | Beruf, bekannt als                                                                             | Alter | Beleg |
| -------- | ------------------------------------------------ | ---------------------------------------------------------------------------------------------- | ----- | ----- |
| 1. Juli  | Hugh A. Butler                                   | US-amerikanischer Politiker (Republikanische Partei)                                           | 76    |       |
| 1. Juli  | Thea von Harbou                                  | deutsche Schriftstellerin und Drehbuchautorin                                                  | 65    |       |
| 1. Juli  | Hubert Klüter                                    | preußischer Verwaltungsbeamter und Regierungsrat                                               | 67    |       |
| 2. Juli  | Wanda Bibrowicz                                  | polnisch-deutsche Kunsthandwerkerin                                                            | 76    |       |
| 2. Juli  | Alexander Hareter                                | österreichischer Kleinbauer und Politiker (SDAP), Abgeordneter zum Nationalrat                 | 71    |       |
| 2. Juli  | André Jourdan                                    | französischer Jazz-Schlagzeuger                                                                | 33    |       |
| 3. Juli  | Siegfried Handloser                              | deutscher Heeres-Sanitätsinspekteur und Chef des Wehrmachtsanitätswesens                       | 69    |       |
| 3. Juli  | Reginald Marsh                                   | amerikanischer Maler                                                                           | 56    |       |
| 04. Juli | Wilhelm Blystad                                  | norwegischer Hochspringer und Hürdenläufer                                                     | 72    |       |
| 4. Juli  | Erich Homburg                                    | deutscher Offizier, zuletzt Generalleutnant                                                    | 67    |       |
| 5. Juli  | Agnes Heineken                                   | deutsche Frauenrechtlerin und Politikerin (DDP), MdBB                                          | 81    |       |
| 5. Juli  | Bob Scott                                        | US-amerikanischer Rennfahrer                                                                   | 25    |       |
| 6. Juli  | Julio Acosta García                              | Präsident Costa Ricas                                                                          | 82    |       |
| 6. Juli  | Fritz Beckmann                                   | deutscher Unternehmer, Hochschullehrer und Politiker (CDU), MdL                                | 66    |       |
| 6. Juli  | Elbridge G. Chapman                              | US-amerikanischer Offizier, Generalmajor der US-Army                                           | 58    |       |
| 6. Juli  | Gabriel Pascal                                   | ungarischer Produzent, Regisseur, Drehbuchautor und Schauspieler                               | 63    |       |
| 6. Juli  | René von Schöfer                                 | deutscher Architekt und Hochschullehrer                                                        | 71    |       |
| 6. Juli  | Cornelia Sorabji                                 | Anwältin, Sozialreformerin und Autorin                                                         | 87    |       |
| 7. Juli  | Béla Just                                        | ungarischer Schriftsteller                                                                     |       |       |
| 7. Juli  | Louis van de Sande                               | niederländischer Opernsänger                                                                   | 67    |       |
| 8. Juli  | Karl Bacher                                      | südmährischer Heimatdichter                                                                    | 70    |       |
| 8. Juli  | George Gardiner                                  | irischer Boxer im Halbschwergewicht                                                            | 77    |       |
| 8. Juli  | Franz Hardeweg                                   | deutscher Politiker (CDU)                                                                      | 69    |       |
| 8. Juli  | Sigurd Langberg                                  | dänischer Schauspieler                                                                         | 56    |       |
| 8. Juli  | August Liessens                                  | belgisch-kanadischer Organist und Komponist                                                    | 59    |       |
| 8. Juli  | Zhang Shichuan                                   | chinesischer Filmregisseur und -produzent                                                      | 64    |       |
| 9. Juli  | Jan J. L. Duyvendak                              | niederländischer Sinologe                                                                      | 65    |       |
| 9. Juli  | Fritz Friesleben                                 | deutscher Politiker (NSDAP)                                                                    | 62    |       |
| 9. Juli  | Hugo Kaulen                                      | deutscher Ballonfahrer                                                                         | 84    |       |
| 9. Juli  | James Shepherd                                   | britischer Tauzieher                                                                           | 70    |       |
| 10. Juli | Emil Karow                                       | Bischof von Berlin                                                                             | 82    |       |
| 10. Juli | George Ogilvie-Forbes                            | britischer Diplomat                                                                            | 62    |       |
| 12. Juli | Marc Azéma                                       | französischer Autorennfahrer                                                                   | 48    |       |
| 12. Juli | Campbell Bonner                                  | US-amerikanischer Klassischer Philologe und Papyrologe                                         | 78    |       |
| 12. Juli | Rudolf Groß                                      | deutscher Kristallograph, Mineraloge und Hochschullehrer                                       | 65    |       |
| 12. Juli | Karl Hack                                        | österreichischer Marathonläufer                                                                | 62    |       |
| 12. Juli | Kurt Klare                                       | deutscher Mediziner, Hochschullehrer und NS-Ärztefunktionär                                    | 68    |       |
| 13. Juli | Anton Arnold                                     | österreichischer Sänger                                                                        | 74    |       |
| 13. Juli | Jacques E. Brandenberger                         | Schweizer Chemiker und Cellophan-Erfinder                                                      | 81    |       |
| 13. Juli | Bennett Champ Clark                              | US-amerikanischer Politiker                                                                    | 64    |       |
| 13. Juli | Frida Kahlo                                      | mexikanische Malerin                                                                           | 47    |       |
| 13. Juli | Hans Kappertz                                    | deutscher Politiker (SPD), MdR                                                                 | 66    |       |
| 13. Juli | Théophile Moreux                                 | französischer Astronom                                                                         | 86    |       |
| 13. Juli | Irving Pichel                                    | US-amerikanischer Schauspieler und Filmregisseur                                               | 63    |       |
| 13. Juli | Grantland Rice                                   | US-amerikanischer Sportjournalist                                                              | 73    |       |
| 14. Juli | Jacinto Benavente                                | spanischer Dramatiker und Literaturnobelpreisträger (1922)                                     | 87    |       |
| 14. Juli | Manuel Buzón                                     | argentinischer Tangopianist, Sänger, Bandleader und Komponist                                  | 49    |       |
| 15. Juli | Sadriddin Ainij                                  | tadschikischer Dichter, Schriftsteller, Journalist und Nationalist                             | 76    |       |
| 15. Juli | Paul Oberrauch                                   | Schweizer Architekt                                                                            | 64    |       |
| 15. Juli | Hermann Wenzel                                   | deutscher Wirtschaftsführer                                                                    | 72    |       |
| 16. Juli | Harry Broos                                      | niederländischer Sprinter                                                                      | 56    |       |
| 16. Juli | Richard Cappelle                                 | deutscher Historiker                                                                           | 67    |       |
| 16. Juli | Pjotr Konstantinowitsch Leschtschenko            | Chansonsänger                                                                                  | 56    |       |
| 16. Juli | Lucien Muratore                                  | französischer Opernsänger (Tenor)                                                              | 75    |       |
| 16. Juli | Herms Niel                                       | deutscher Komponist von Marschmusik                                                            | 66    |       |
| 16. Juli | Rudolf Schniewindt                               | deutscher Offizier, zuletzt General der Infanterie                                             | 78    |       |
| 17. Juli | Joseph Douillet                                  | belgischer Diplomat                                                                            |       |       |
| 17. Juli | Henri Frankfort                                  | niederländischer Archäologe, Altorientalist und Ägyptologe                                     | 57    |       |
| 17. Juli | Vincas Krėvė-Mickevičius                         | litauischer Schriftsteller, Philologe, Politiker und Premierminister                           | 71    |       |
| 17. Juli | Maximilian Meichßner                             | deutscher evangelischer Theologe                                                               | 78    |       |
| 17. Juli | Marguerite Steinheil                             | französische Ehefrau und Mätresse                                                              | 85    |       |
| 17. Juli | Peter Wald                                       | deutscher Architekt                                                                            | 71    |       |
| 18. Juli | Theodor Deneke                                   | deutscher Arzt, Politiker, MdHB und Hochschullehrer                                            | 93    |       |
| 18. Juli | Jacques-Napoléon Faure-Biguet                    | französischer Journalist, Schriftsteller und Übersetzer                                        | 60    |       |
| 18. Juli | Machine Gun Kelly                                | US-amerikanischer Gangster                                                                     | 59    |       |
| 19. Juli | Albert Billian                                   | deutscher Politiker (SPD), MdR                                                                 | 77    |       |
| 19. Juli | Herrmann Budde                                   | deutscher Biologe und Lehrer                                                                   | 63    |       |
| 19. Juli | Sophia Eckerson                                  | US-amerikanische Botanikerin und Hochschullehrerin                                             | 87    |       |
| 19. Juli | Axel-Erik Gyllenstolpe                           | schwedischer Leichtathlet                                                                      | 60    |       |
| 19. Juli | Josef Linster                                    | rumäniendeutscher Komponist und Musikpädagoge                                                  | 65    |       |
| 19. Juli | Hannes Meyer                                     | deutsch-schweizerischer Architekt und Urbanist                                                 | 64    |       |
| 19. Juli | Karl Pretzsch                                    | deutscher Politiker (SED) und OB von Halle an der Saale                                        | 57    |       |
| 19. Juli | Jean Roger-Ducasse                               | französischer Komponist                                                                        | 81    |       |
| 19. Juli | Nikola Uzunović                                  | serbischer Politiker, Ministerpräsident von Jugoslawien                                        | 81    |       |
| 20. Juli | Gottfried Krummacher                             | deutscher Politiker (NSDAP), MdR                                                               | 62    |       |
| 20. Juli | Blair Moody                                      | US-amerikanischer Politiker                                                                    | 52    |       |
| 21. Juli | Michael Braun                                    | deutscher Unternehmer                                                                          | 87    |       |
| 21. Juli | Garnet Carter                                    | US-amerikanischer Erfinder des Miniaturgolf                                                    | 71    |       |
| 21. Juli | Carl Claussen                                    | deutscher Manager                                                                              | 75    |       |
| 21. Juli | Bruno Hardt-Warden                               | österreichischer Librettist und Liedtexter                                                     | 70    |       |
| 21. Juli | Elmer James                                      | US-amerikanischer Jazzbassist                                                                  |       |       |
| 21. Juli | Robert Olsson                                    | schwedischer Hammerwerfer                                                                      | 71    |       |
| 21. Juli | Rudolf Zinggeler                                 | Schweizer Fotograf                                                                             | 89    |       |
| 22. Juli | Ayaz İshaki                                      | panislamischer und pantürkischer Agitator und Journalist                                       |       |       |
| 22. Juli | Michail Dmitrijewitsch Rjumin                    | sowjetischer stellvertretender Minister für Staatssicherheit                                   | 40    |       |
| 22. Juli | Konstantin Solomonowitsch Saradschew             | armenischer Dirigent und Geiger                                                                | 76    |       |
| 22. Juli | Franz Weidert                                    | deutscher Optiker                                                                              | 75    |       |
| 23. Juli | Herman Groman                                    | US-amerikanischer Leichtathlet                                                                 | 71    |       |
| 23. Juli | Georg Lippold                                    | deutscher Klassischer Archäologe                                                               | 69    |       |
| 23. Juli | Josef Sellmair                                   | deutscher katholischer Theologe und Pädagoge                                                   | 58    |       |
| 24. Juli | Albert Sidney Camp                               | US-amerikanischer Politiker                                                                    | 61    |       |
| 24. Juli | Hugo Dingeldey                                   | deutscher Pädagoge                                                                             | 79    |       |
| 24. Juli | Fritz Dühring                                    | deutscher Pädagoge und Physiker                                                                | 71    |       |
| 24. Juli | Harald Klem                                      | dänischer Turner                                                                               | 70    |       |
| 24. Juli | John J. Speight                                  | US-amerikanischer Jurist und Richter bei mehreren der Nürnberger Nachfolgeprozesse (1946–1948) |       |       |
| 25. Juli | Ejnar Eklöf                                      | schwedischer Organist, Komponist und Gesangslehrer                                             | 68    |       |
| 25. Juli | Emil Fritz                                       | deutscher Gastronom und Varietébesitzer                                                        | 77    |       |
| 25. Juli | Georg C. Horsetzky                               | österreichischer Produktionsleiter beim deutschen und französischen Film                       | 72    |       |
| 25. Juli | Ludwig Mirre                                     | deutscher Steuerjurist und erster Präsident des Reichsfinanzhofs                               | 76    |       |
| 25. Juli | Siegbert Vollmann                                | erster Vorsitzende der „Jüdischen Religionsgemeinschaft Bochum“ nach 1945                      | 71    |       |
| 26. Juli | Arthur Bridgett                                  | englischer Fußballspieler                                                                      | 71    |       |
| 26. Juli | Ruth Bryan Owen                                  | US-amerikanische Politikerin                                                                   | 68    |       |
| 26. Juli | Wilhelm Steffensen                               | norwegischer Turner                                                                            | 64    |       |
| 27. Juli | Diran Alexanian                                  | Cellist und Musikpädagoge                                                                      | 73    |       |
| 27. Juli | Rainer Maria Gerhardt                            | deutscher Schriftsteller, Verleger und Übersetzer                                              | 27    |       |
| 27. Juli | Alexander Gawrilowitsch Gurwitsch                | russischer Biologe und Mediziner                                                               | 79    |       |
| 27. Juli | Leon Hirsch                                      | deutscher Buchhändler, Drucker, Verleger, Veranstalter und Kabarett-Leiter                     | 67    |       |
| 27. Juli | Johann Baptist Hofmann                           | deutscher Altphilologe und Sprachwissenschaftler                                               | 68    |       |
| 27. Juli | Joseph E. Ransdell                               | US-amerikanischer Politiker                                                                    | 95    |       |
| 27. Juli | Albert Reimann                                   | deutscher Chemiker                                                                             | 85    |       |
| 27. Juli | Jacob Tullin Thams                               | norwegischer Skispringer, Skilangläufer und Segler                                             | 56    |       |
| 28. Juli | Rudolf Beran                                     | tschechoslowakischer Politiker                                                                 | 66    |       |
| 28. Juli | Max Jahn                                         | deutscher Politiker (MdBB der SPD) und Sportfunktionär                                         | 73    |       |
| 28. Juli | Herbert Marxen                                   | deutscher Zeichner, Karikaturist und Maler                                                     | 54    |       |
| 28. Juli | Julius Mermagen                                  | Kunstmaler                                                                                     | 79    |       |
| 29. Juli | August Carremans                                 | belgischer Radrennfahrer                                                                       | 73    |       |
| 29. Juli | Coen de Koning                                   | niederländischer Eisschnellläufer                                                              | 75    |       |
| 29. Juli | Franz Josef Popp                                 | österreichischer Ingenieur und der erste Generaldirektor von BMW                               | 68    |       |
| 30. Juli | James V. Buckley                                 | US-amerikanischer Politiker                                                                    | 60    |       |
| 30. Juli | Winifred Cavendish-Bentinck, Duchess of Portland | britische Adlige und Hofdame (Mistress of the Robes) der Königinwitwe Alexandra                | 91    |       |
| 30. Juli | Ernst Honigmann                                  | deutscher Byzantinist                                                                          | 61    |       |
| 30. Juli | Wilhelm Niermann                                 | deutscher Politiker (CNBL, CDU), MdR                                                           | 58    |       |
| 30. Juli | Hans Nobiling                                    | deutsch-brasilianischer Fußballspieler                                                         | 76    |       |
| 30. Juli | Karl Schottenloher                               | deutscher Bibliothekar                                                                         | 76    |       |
| 31. Juli | Antonia von Luxemburg                            | bayerische Kronprinzessin                                                                      | 54    |       |
| 31. Juli | Friedrich Fries                                  | deutscher Kunsthistoriker                                                                      | 88    |       |
| 31. Juli | Paul Philip Levertoff                            | protestantischer Theologe                                                                      | 75    |       |
| 31. Juli | Onofre Marimón                                   | argentinischer Autorennfahrer                                                                  | 30    |       |
| Juli     | Hilda Fonovits                                   | österreichische Radiumforscherin                                                               | 61    |       |

## August
| Tag        | Name                                        | Beruf, bekannt als                                                                             | Alter | Beleg |
| ---------- | ------------------------------------------- | ---------------------------------------------------------------------------------------------- | ----- | ----- |
| 1. August  | René Bray                                   | französischer Romanist und Literaturwissenschaftler                                            | 57    |       |
| 1. August  | Charles-Albert Cingria                      | Schweizer Schriftsteller                                                                       | 71    |       |
| 1. August  | Jesekiel David Kirszenbaum                  | polnisch-jüdischer Maler und Karikaturist                                                      | 53    |       |
| 2. August  | René Amengual Astaburuaga                   | chilenischer Komponist                                                                         | 42    |       |
| 2. August  | Rudolf von Ficker                           | österreichischer Musikwissenschaftler                                                          | 68    |       |
| 2. August  | Theodor von Heppe                           | preußischer Beamter                                                                            | 83    |       |
| 2. August  | Julián Padrón                               | venezolanischer Schriftsteller, Journalist und Rechtsanwalt                                    | 43    |       |
| 2. August  | Teodor Regedziński                          | polnischer Schachspieler                                                                       | 60    |       |
| 2. August  | Ernst Sompek                                | österreichischer Komponist, Chorleiter, Schuldirektor                                          | 78    |       |
| 2. August  | Gabriel Welter                              | deutscher Klassischer Archäologe                                                               | 64    |       |
| 3. August  | Bess Streeter Aldrich                       | US-amerikanische Schriftstellerin                                                              | 73    |       |
| 3. August  | Colette                                     | französische Schriftstellerin, Kabarettistin und Journalistin                                  | 81    |       |
| 3. August  | Balthasar Gierlinger                        | österreichischer Bauer und Politiker, Landtagsabgeordneter, Abgeordneter zum Nationalrat       | 67    |       |
| 3. August  | Hans Ludwig Held                            | deutscher Bibliothekar und Schriftsteller                                                      | 69    |       |
| 4. August  | Harald Paulsen                              | deutscher Theater- und Filmschauspieler und Regisseur                                          | 58    |       |
| 4. August  | Alfred Pfaff                                | deutscher Industrieller und Politiker (NSDAP), MdR                                             | 82    |       |
| 5. August  | Emilie Dionne                               | kanadische Kinderdarstellerin und Fünfling                                                     | 20    |       |
| 5. August  | Wassili Jan                                 | russischer Schriftsteller                                                                      | 79    |       |
| 5. August  | Ernst Müller                                | österreichischer Zionist und Anthroposoph                                                      | 73    |       |
| 5. August  | Juan Quijano                                | philippinischer Bischof                                                                        | 71    |       |
| 5. August  | Oscar Reuther                               | deutscher Bauforscher                                                                          | 73    |       |
| 6. August  | Friedrich Hempelmann                        | deutscher Zoologe                                                                              | 76    |       |
| 6. August  | Clemens Massenberg                          | deutscher Bauingenieur                                                                         | 44    |       |
| 6. August  | Gunnar Rudberg                              | schwedischer klassischer Philologe                                                             | 73    |       |
| 7. August  | Anton Deimel                                | Sumerologe, Theologe, Jesuit                                                                   | 88    |       |
| 7. August  | Wilhelm Dittmann                            | deutscher Politiker (SPD), MdR                                                                 | 79    |       |
| 7. August  | Franz Holzapfel                             | deutscher Politiker (SPD)                                                                      | 83    |       |
| 7. August  | Annagrete Lehmann                           | deutsche Pädagogin und Politikerin (DNVP), MdR                                                 | 76    |       |
| 7. August  | Matthäus Römer                              | deutscher Sänger und Gesangslehrer, Gitarrist und Gitarrenlehrer sowie Komponist               | 82    |       |
| 8. August  | Phil Ohman                                  | US-amerikanischer Pianist und Filmkomponist                                                    | 57    |       |
| 8. August  | Gino Tagliapietra                           | italienischer Pianist und Komponist                                                            | 67    |       |
| 9. August  | Josef Hanner                                | deutscher Maschinenbauingenieur und Hochschullehrer                                            | 78    |       |
| 9. August  | Julius Hüther                               | deutscher Maler, Zeichner und Grafiker                                                         | 72    |       |
| 9. August  | Leo Katz                                    | österreichischer Schriftsteller deutscher und jiddischer Sprache                               | 62    |       |
| 9. August  | Vito Marcantonio                            | US-amerikanischer Politiker                                                                    | 51    |       |
| 9. August  | Henry William Newlands                      | kanadischer Jurist, Vizegouverneur von Saskatchewan                                            | 92    |       |
| 9. August  | Hermann Werdermann                          | deutscher Theologe                                                                             | 66    |       |
| 10. August | Josef Buchhorn                              | deutscher Schriftsteller und Politiker (DVP)                                                   | 79    |       |
| 10. August | Oskar Carlgren                              | schwedischer Zoologe                                                                           | 88    |       |
| 10. August | Lally Horstmann                             | deutsche Schriftstellerin                                                                      | 56    |       |
| 10. August | Frederick Humphreys                         | britischer Tauzieher                                                                           | 76    |       |
| 10. August | Adia Kuznetzoff                             | US-amerikanische Schauspieler                                                                  | 65    |       |
| 11. August | Bernhard Gerhard Hilhorst                   | niederländischer Ordensgeistlicher                                                             | 58    |       |
| 11. August | Murray Kinnell                              | britischer Schauspieler                                                                        | 65    |       |
| 11. August | Meta Quarck-Hammerschlag                    | deutsche Politikerin (SPD)                                                                     | 89    |       |
| 12. August | Reginald Hoare                              | britischer Botschafter                                                                         | 72    |       |
| 12. August | Jürgen von Kamptz                           | deutscher Offizier, zuletzt SS-Obergruppenführer und General der Polizei im Zweiten Weltkrieg  | 63    |       |
| 13. August | Demetrius Constantine Dounis                | griechischer Geiger und Musikpädagoge                                                          | 60    |       |
| 13. August | Hermann Fritzsching                         | deutscher Tontechniker                                                                         | 54    |       |
| 13. August | Haji Sulong Abdul Qadir                     | thailändischer Imam und Politiker                                                              |       |       |
| 13. August | Hermann Wolfgang von Waltershausen          | deutscher Komponist, Dirigent, Musikpädagoge und Musikschriftsteller                           | 71    |       |
| 14. August | John Craige                                 | US-amerikanischer Ringer                                                                       | 68    |       |
| 14. August | Hugo Eckener                                | Leiter der Zeppelinwerke Friedrichshafen und erster Atlantiküberquerer mit einem Zeppelin      | 86    |       |
| 14. August | Nikos Ploumbidis                            | griechischer Kommunist und Widerstandskämpfer                                                  | 51    |       |
| 15. August | Wilhelm Anschütz                            | deutscher Chirurg und Hochschullehrer                                                          | 83    |       |
| 15. August | Wilhelm Helfer                              | deutscher Politiker (NSDAP), MdR, MdL und SA-Führer                                            | 67    |       |
| 15. August | Sigmund Herland                             | rumänischer Schachspieler und Schachkomponist                                                  | 88    |       |
| 16. August | Philip Granville                            | kanadischer Geher                                                                              | 60    |       |
| 16. August | Erich Gülzow                                | deutscher Lokalhistoriker und Publizist                                                        | 66    |       |
| 16. August | Michael Kedia                               | Fabrikant in Paris und georgischer Exilpolitiker                                               | 51    |       |
| 16. August | Elsbeth Krukenberg-Conze                    | deutsche Schriftstellerin und Frauenrechtlerin                                                 | 87    |       |
| 17. August | Maximilian Dasio                            | deutscher Maler und Medailleur                                                                 | 89    |       |
| 17. August | Anna Müller                                 | deutsche Politikerin (SPD)                                                                     | 79    |       |
| 17. August | Billy Murray                                | US-amerikanischer Pop- und Novelty-Sänger                                                      | 77    |       |
| 17. August | Paul W. Shafer                              | US-amerikanischer Politiker                                                                    | 61    |       |
| 18. August | Raymond H. Burke                            | US-amerikanischer Politiker                                                                    | 72    |       |
| 18. August | Einar Jónsson                               | isländischer Bildhauer                                                                         | 80    |       |
| 18. August | Charles Gioe                                | italo-amerikanischer Mafioso                                                                   |       |       |
| 18. August | Heinrich Johann August Gock                 | deutscher Klempnermeister und Politiker, MdHB                                                  | 95    |       |
| 18. August | Oscar Meyer                                 | deutscher Bürgermeister                                                                        | 69    |       |
| 18. August | Siegfried Mollier                           | deutscher Mediziner und Anatom                                                                 | 88    |       |
| 19. August | Alcide De Gasperi                           | italienischer Politiker                                                                        | 73    |       |
| 19. August | Karl Hoefner                                | österreichischer Künstler und Kunstpädagoge                                                    | 67    |       |
| 19. August | Joseph Patrick Lynch                        | US-amerikanischer Geistlicher, Bischof von Dallas                                              | 81    |       |
| 19. August | Heinrich Reif                               | deutscher Brauerei- und Gutsbesitzer                                                           | 73    |       |
| 19. August | Hermann Schwamm                             | deutscher Priester und römisch-katholischer Theologe                                           | 54    |       |
| 19. August | Curt Valentin                               | deutsch-amerikanischer Kunsthändler                                                            | 51    |       |
| 20. August | Wilhelm Brückner                            | deutscher Militär; Chefadjutant von Adolf Hitler, Politiker (NSDAP), MdR                       | 69    |       |
| 20. August | Johann Duken                                | deutscher Pädiater, Hochschullehrer und Nationalsozialist                                      | 65    |       |
| 20. August | Guy Victor Howard                           | US-amerikanischer Politiker                                                                    | 74    |       |
| 20. August | Marie Oberdieck                             | deutsche Schriftstellerin                                                                      | 86    |       |
| 20. August | Charles Henry Oldfather                     | US-amerikanischer klassischer Philologe                                                        | 67    |       |
| 20. August | August Renz                                 | deutscher Landwirt und Politiker (Zentrum)                                                     | 68    |       |
| 21. August | Johannes Maximilian Avenarius               | deutscher expressionistischer Maler, Grafiker und Illustrator                                  | 67    |       |
| 21. August | Paul Krause                                 | deutscher Politiker (NSDAP), MdR                                                               | 59    |       |
| 21. August | Karl Kroner                                 | deutscher Arzt, Psychiater                                                                     | 75    |       |
| 21. August | Johannes Weidemann                          | deutscher Politiker (NSDAP), Jurist, Oberbürgermeister und SS-Führer                           | 57    |       |
| 22. August | Friedrich August Heiden                     | deutscher Sozialdemokrat, Kommunist, Politiker der DDR                                         | 67    |       |
| 22. August | Wilhelm Tenhagen                            | deutscher Politiker (SPD), MdB                                                                 | 42    |       |
| 23. August | Archibald Church                            | britischer Offizier und Politiker                                                              | 67    |       |
| 23. August | Helmut Heisig                               | deutscher Kriminalbeamter                                                                      | 52    |       |
| 23. August | William Napier, 13. Lord Napier             | britischer Offizier und Adliger                                                                | 53    |       |
| 23. August | Johannes Seiler                             | deutscher Bildhauer und Maler                                                                  | 83    |       |
| 23. August | Hermann Zickert                             | deutscher Wirtschaftsjournalist und Herausgeber                                                | 69    |       |
| 24. August | Cyril Asquith, Baron Asquith of Bishopstone | britischer Jurist                                                                              | 64    |       |
| 24. August | Pierre de Chambrun                          | französischer Politiker                                                                        | 89    |       |
| 24. August | Wilhelm Plünnecke                           | deutscher Maler, Grafiker und Buchillustrator                                                  | 60    |       |
| 24. August | Robert Talbot                               | kanadischer Violinist, Musikpädagoge und Komponist                                             | 60    |       |
| 24. August | Getúlio Vargas                              | Präsident Brasiliens (1930–1945 und 1950–1954)                                                 | 72    |       |
| 25. August | Heinz Baden                                 | deutscher Maler                                                                                | 67    |       |
| 25. August | Alfred Duggan-Cronin                        | irisch-südafrikanischer Fotograf                                                               | 80    |       |
| 25. August | Joseph C. McConnell                         | US-amerikanischer Jagdflieger                                                                  | 32    |       |
| 25. August | Bruno Müller-Reinert                        | deutscher Politiker (NSDAP), MdR                                                               | 56    |       |
| 25. August | Johannes Stroux                             | deutscher klassischer Philologe, Althistoriker und Politiker, MdV                              | 68    |       |
| 25. August | Gustave Van Belle                           | belgischer Radrennfahrer                                                                       | 42    |       |
| 26. August | Ernst Aeppli                                | Schweizer Psychoanalytiker                                                                     | 62    |       |
| 26. August | Filippo Bernardini                          | italienischer Geistlicher, Kurienerzbischof der römisch-katholischen Kirche                    | 69    |       |
| 26. August | Wolfgang Darsow                             | deutscher Klassischer Archäologe                                                               | 43    |       |
| 27. August | Willis W. Bradley                           | US-amerikanischer Offizier und Politiker                                                       | 70    |       |
| 27. August | Frederick William Magrady                   | US-amerikanischer Politiker                                                                    | 90    |       |
| 27. August | Auguste Perret                              | französischer Architekt                                                                        | 80    |       |
| 28. August | Emil Berndt                                 | deutscher Jurist und Politiker (DNVP), MdR                                                     | 80    |       |
| 28. August | Paul Ganz                                   | Schweizer Kunsthistoriker                                                                      | 82    |       |
| 28. August | Marius Jacob                                | französischer Anarchist und Volksheld                                                          | 74    |       |
| 28. August | Hans Keidel                                 | deutsch-argentinischer Geologe                                                                 | 76    |       |
| 28. August | Emil Leonhard Smidt                         | deutscher Maler und Radierer                                                                   | 76    |       |
| 28. August | Ernst Stern                                 | deutscher Bühnenbildner, Szenenbildner, Kostümbildner und Grafiker                             | 78    |       |
| 29. August | Franz Hamburger                             | österreichischer Mediziner und Hochschullehrer                                                 | 80    |       |
| 29. August | Eduard Neuffer                              | deutscher Archäologe                                                                           | 53    |       |
| 30. August | Alfredo Ildefonso Schuster                  | italienischer Geistlicher, Erzbischof von Mailand und Kardinal der römisch-katholischen Kirche | 74    |       |
| 30. August | Kurt Streitwolf                             | deutscher Kolonialbeamter                                                                      | 83    |       |
| 30. August | Ernst Unger                                 | deutscher Bildhauer                                                                            | 65    |       |
| 31. August | Théodore Champion                           | Schweizer Radrennfahrer                                                                        | 81    |       |
| 31. August | Carl Isidor Cori                            | österreichischer Zoologe und Hochschullehrer                                                   | 89    |       |
| 31. August | Paul Lieberenz                              | deutscher Kameramann, Autor und Dokumentarfilmproduzent                                        | 61    |       |
| 31. August | Dmitri Konstantinowitsch Selenin            | russischer Ethnograph                                                                          | 75    |       |
| 31. August | Igor Wladimirowitsch Spossobin              | sowjetischer Musikwissenschaftler, Musiktheoretiker und Musikpädagoge                          | 54    |       |
| 31. August | Felix Stössinger                            | österreichischer Journalist und Verleger                                                       | 65    |       |
| 31. August | Peter Terkatz                               | deutscher Bildhauer                                                                            | 74    |       |
| 31. August | Amalie Wilke                                | deutsche Malerin, Karikaturistin und Kopistin                                                  | 78    |       |

## September
| Tag           | Name                                    | Beruf, bekannt als                                                                                              | Alter | Beleg |
| ------------- | --------------------------------------- | --- | ----- | ----- |
| 1. September  | Constantia Arnolda Balwé                | niederländische Malerin                                                                                         | 91    |       |
| 1. September  | Harry Cording                           | britischer Schauspieler                                                                                         | 63    |       |
| 1. September  | Courtland C. Gillen                     | US-amerikanischer Politiker                                                                                     | 74    |       |
| 1. September  | Heinrich Mache                          | österreichischer Physiker                                                                                       | 78    |       |
| 1. September  | Burnet R. Maybank                       | US-amerikanischer Politiker                                                                                     | 55    |       |
| 1. September  | Hans Schönfeld                          | evangelischer Theologe und Volkswirt                                                                            | 54    |       |
| 1. September  | Gustav Stoffleth                        | deutscher Offizier, zuletzt Oberstleutnant, Technischer Direktor                                                | 73    |       |
| 2. September  | Fritz Berckhemer                        | deutscher Paläontologe                                                                                          | 64    |       |
| 2. September  | Friedrich Eymann                        | Schweizer reformierter Theologe, Pädagoge und Anthroposoph                                                      | 66    |       |
| 2. September  | Franz Neumann                           | deutsch-US-amerikanischer Jurist und Politikwissenschaftler                                                     | 54    |       |
| 2. September  | Else Preussner                          | deutsche Malerin und Illustratorin                                                                              | 78    |       |
| 3. September  | Kent E. Keller                          | US-amerikanischer Politiker                                                                                     | 87    |       |
| 3. September  | Eugene Pallette                         | US-amerikanischer Filmschauspieler                                                                              | 65    |       |
| 4. September  | Henry Phillip Folland                   | englischer Luftfahrtingenieur und Industrieller                                                                 | 65    |       |
| 4. September  | Ahmet Zeki Soydemir                     | osmanischer und türkischer Militär                                                                              |       |       |
| 5. September  | Ernst Horneffer                         | deutscher Philologe, freireligiöser Dozent, Freimaurer und Philosoph                                            | 82    |       |
| 5. September  | Siegfried Junghans                      | deutscher Erfinder                                                                                              | 67    |       |
| 5. September  | Eugen Schiffer                          | deutscher Jurist und Politiker (NLP, DDP, LDPD, FDP), MdR, MdV                                                  | 94    |       |
| 6. September  | Peter Baust                             | deutscher Tenor                                                                                                 | 61    |       |
| 6. September  | Alfred Berghausen                       | deutscher Fußballspieler                                                                                        | 64    |       |
| 6. September  | Edward C. Kalbfus                       | US-amerikanischer Admiral                                                                                       | 76    |       |
| 6. September  | Henricus Theodorus Johannes van Vlijmen | alt-katholischer Bischof von Haarlem                                                                            | 84    |       |
| 7. September  | Rudolf Carsten                          | deutscher Pflanzenzüchter und Saatzüchter                                                                       | 74    |       |
| 7. September  | Alois Duchon                            | österreichischer Fußballspieler und -trainer                                                                    | 32    |       |
| 7. September  | Bud Fisher                              | US-amerikanischer Cartoonist, Comiczeichner und Regisseur                                                       | 69    |       |
| 7. September  | Edgard Frankignoul                      | belgischer Unternehmer, erfand den Frankipfahl                                                                  | 71    |       |
| 7. September  | Paul Josupeit                           | deutscher Verwaltungsjurist und Landrat                                                                         | 62    |       |
| 7. September  | Wilhelm Ferdinand Kalle                 | deutscher Chemiker, Industrieller und Politiker (DVP), MdR                                                      | 84    |       |
| 7. September  | Leo Killy                               | deutscher Jurist und Ministerialbeamter                                                                         | 69    |       |
| 7. September  | Ernst Leudesdorff                       | deutscher Schauspieler und Intendant des Thalia Theaters Hamburg                                                | 69    |       |
| 8. September  | Walther Classen                         | evangelischer Theologe und Pädagoge                                                                             | 80    |       |
| 8. September  | André Derain                            | französischer Maler                                                                                             | 74    |       |
| 8. September  | Brad Gowans                             | US-amerikanischer Jazzmusiker und Arrangeur                                                                     | 50    |       |
| 8. September  | Curtis D. Wilbur                        | US-amerikanischer Jurist und Politiker                                                                          | 87    |       |
| 9. September  | Hermann Durra                           | deutscher Komponist und Gesanglehrer                                                                            | 83    |       |
| 9. September  | Hermann Kesting                         | Schulrektor und Mitglied des Lippischen Landtags                                                                | 54    |       |
| 10. September | Peter Anders                            | deutscher Tenor                                                                                                 | 46    |       |
| 10. September | Georges Darzens                         | französischer Chemiker                                                                                          | 87    |       |
| 10. September | Kálmán Giergl                           | ungarischer Architekt und Vertreter des Eklektizismus in Ungarn                                                 | 91    |       |
| 10. September | Otto Lerche                             | deutscher Lehrer und Bibliothekar                                                                               | 68    |       |
| 10. September | Friedrich Pauly                         | deutscher Verwaltungsjurist und Landrat                                                                         |       |       |
| 10. September | Julius Preuß                            | deutscher Nautiker und Direktor der Seefahrtsschule Bremen                                                      | 69    |       |
| 10. September | Carl Raiser                             | deutscher Rechtsanwalt und Wirtschaftsjurist                                                                    | 81    |       |
| 10. September | Ernst Tomek                             | österreichischer Kirchenhistoriker                                                                              | 74    |       |
| 11. September | Gennaro Abbate                          | italienischer Dirigent und Komponist                                                                            | 80    |       |
| 11. September | Marius Clausen                          | dänischer Stummfilm-Kameramann                                                                                  | 72    |       |
| 11. September | Marie Gallison-Reuter                   | deutschamerikanische Schullehrerin, Sängerin, Musikpädagogin, Chorleiterin sowie Schwester der Kaiserswerthe... | 93    |       |
| 11. September | Ulrich Graf                             | deutscher Mathematiker                                                                                          | 46    |       |
| 11. September | Thomas Hedberg                          | britischer Segler                                                                                               | 68    |       |
| 11. September | Rupert Hollaus                          | österreichischer Motorradrennfahrer                                                                             | 23    |       |
| 11. September | Erich Przybyllok                        | deutscher Astronom                                                                                              | 74    |       |
| 11. September | Reinhold Schünzel                       | deutscher Schauspieler und Regisseur                                                                            | 65    |       |
| 11. September | Alexander Steffen                       | deutscher Gartenbaudirektor und Autor                                                                           | 82    |       |
| 11. September | R. M. Smyllie                           | irischer Journalist                                                                                             | 61    |       |
| 12. September | Burton L. French                        | US-amerikanischer Politiker                                                                                     | 79    |       |
| 12. September | Else Rema                               | deutsche Schriftstellerin                                                                                       | 86    |       |
| 12. September | Peter Heinrich Schmidt                  | deutscher Wirtschaftswissenschaftler                                                                            | 84    |       |
| 13. September | Jakob Volk                              | deutscher Möbelschreiner, Amateur- und Naturfotograf                                                            | 78    |       |
| 14. September | Walther Löhlein                         | deutscher Augenarzt und Hochschullehrer                                                                         | 72    |       |
| 14. September | Hans Weisheit                           | deutscher Politiker (NSDAP), MdR                                                                                | 53    |       |
| 15. September | Alberto Gentili                         | italienischer Musikwissenschaftler und Komponist                                                                | 81    |       |
| 15. September | John Meehan                             | irischer römisch-katholischer Pater von Bathurst                                                                | 81    |       |
| 15. September | Raimund Nimführ                         | österreichischer Luftfahrttheoretiker, Flugzeugpionier und Meteorologe                                          | 80    |       |
| 15. September | Arthur Wieferich                        | deutscher Mathematiker                                                                                          | 70    |       |
| 16. September | Cesare Gravina                          | italienisch-US-amerikanischer Theater- und Filmschauspieler                                                     | 96    |       |
| 16. September | Daniel Mornet                           | französischer Literaturwissenschaftler, Schriftsteller und Romanist                                             | 76    |       |
| 16. September | Lee Talbott                             | US-amerikanischer Leichtathlet und Ringer                                                                       | 67    |       |
| 17. September | Frank Erne                              | Schweizer Boxer                                                                                                 | 79    |       |
| 17. September | Heinrich Rürup                          | deutscher Politiker (Zentrum), MdL                                                                              | 78    |       |
| 17. September | Nicolaus Wendelin Schmidt               | deutscher Bildhauer                                                                                             | 71    |       |
| 17. September | Rolph Trummer                           | österreichischer Jurist und Politiker                                                                           | 64    |       |
| 18. September | Johannes Drost                          | niederländischer Schwimmer                                                                                      | 74    |       |
| 18. September | Paul Knapp                              | Schweizer Augenarzt                                                                                             | 79    |       |
| 18. September | Hermann Krätzig                         | deutscher Politiker (SPD), MdR                                                                                  | 83    |       |
| 18. September | Maurice Raynal                          | französischer Schriftsteller und Kunstkritiker                                                                  | 70    |       |
| 18. September | Armando Reverón                         | venezolanischer Maler und Bildhauer                                                                             | 65    |       |
| 19. September | Paul Gerhard Braune                     | deutscher evangelisch-lutherischer Theologe                                                                     | 66    |       |
| 19. September | Miles Franklin                          | australische Schriftstellerin                                                                                   | 74    |       |
| 19. September | Tibor Harsanyi                          | französischer Komponist, Dirigent und Pianist ungarischer Herkunft                                              | 56    |       |
| 20. September | Adelaide Boddam-Whetham                 | britische Bogenschützin                                                                                         | 93    |       |
| 20. September | E. H. Hedrick                           | US-amerikanischer Politiker                                                                                     | 60    |       |
| 20. September | Max Looff                               | deutscher Marineoffizier, zuletzt Vizeadmiral                                                                   | 80    |       |
| 20. September | Washington Phillips                     | US-amerikanischer Gospel-Musiker                                                                                | 74    |       |
| 21. September | Hans Bechly                             | deutscher Gewerkschafter                                                                                        | 82    |       |
| 21. September | Adolf Berdien                           | deutscher Dirigent                                                                                              | 78    |       |
| 21. September | Wilhelm Engel                           | evangelischer Pfarrer und Herausgeber                                                                           | 51    |       |
| 21. September | Kokichi Mikimoto                        | japanischer Unternehmer im Zuchtperlenhandel                                                                    | 96    |       |
| 21. September | Emmy Stein                              | deutsche Botanikerin und Genetikerin                                                                            | 75    |       |
| 22. September | Homer W. Hall                           | US-amerikanischer Politiker                                                                                     | 84    |       |
| 22. September | Theodor Kreeb                           | deutscher Beamter                                                                                               | 72    |       |
| 22. September | Conrad Pfau                             | deutscher Maler und Grafiker                                                                                    | 69    |       |
| 23. September | Friedrich Heilbron                      | deutscher Diplomat und Staatsbeamter                                                                            | 81    |       |
| 23. September | Adolf Mayerl                            | deutscher Bildhauer und Keramik-Künstler                                                                        | 70    |       |
| 23. September | Fritz Wildung                           | deutscher Politiker und Sportfunktionär                                                                         | 81    |       |
| 24. September | Edwin W. Higgins                        | US-amerikanischer Politiker                                                                                     | 80    |       |
| 24. September | William G. Sutherland                   | US-amerikanischer Osteopath                                                                                     | 81    |       |
| 25. September | Vitaliano Brancati                      | italienischer Schriftsteller                                                                                    | 47    |       |
| 25. September | August Kutterer                         | deutscher Maler                                                                                                 | 56    |       |
| 25. September | Eugeni d’Ors                            | spanischer Schriftsteller, Journalist, Philosoph, Essayist und Kunstkritiker                                    | 71    |       |
| 25. September | Lawton S. Parker                        | US-amerikanischer Maler des Impressionismus                                                                     | 86    |       |
| 25. September | Marian Pease                            | britische Sozialarbeiterin und Hochschullehrerin                                                                | 95    |       |
| 25. September | Heinrich Röder                          | deutscher Architekt, Maler und Bildhauer                                                                        | 57    |       |
| 26. September | Chajim Leib Auerbach                    | israelischer Rabbiner                                                                                           | 67    |       |
| 26. September | Joseph Cogels                           | belgischer Sportschütze                                                                                         | 71    |       |
| 26. September | Albert Esch                             | österreichischer Gartengestalter                                                                                | 71    |       |
| 26. September | Ellen Roosevelt                         | US-amerikanische Tennisspielerin                                                                                | 86    |       |
| 27. September | Roberto Ferrari                         | italienischer Turner                                                                                            | 63    |       |
| 27. September | Rudolf Kircher                          | deutscher Journalist                                                                                            | 69    |       |
| 27. September | Sigmund Matuszewski                     | deutscher Opernsänger (Tenor) und Theaterintendant                                                              |       |       |
| 27. September | Jakob Odenthal                          | deutscher Verwaltungsbeamter, Landrat des Kreises Kempen-Krefeld                                                | 68    |       |
| 27. September | Hermann Schreiber                       | Philosoph, Publizist, Rabbiner zu Potsdam                                                                       | 72    |       |
| 27. September | Maximilian von Weichs                   | deutscher Generalfeldmarschall, Heeresgruppenkommandeur im Zweiten Weltkrieg                                    | 72    |       |
| 27. September | John Buckland Wright                    | britischer Maler, Illustrator, Grafiker und Radierer                                                            | 56    |       |
| 28. September | Karl Theodor Geilenkirchen              | deutscher Eisenhüttenmann                                                                                       | 77    |       |
| 28. September | Henri Luyten                            | belgischer Radrennfahrer                                                                                        | 81    |       |
| 28. September | Pat McCarran                            | US-amerikanischer Politiker                                                                                     | 78    |       |
| 28. September | Lily Pringsheim                         | hessische Politikerin und Landtagsabgeordnete (SPD)                                                             | 67    |       |
| 28. September | Kurt Schallenberg                       | deutscher Fotograf                                                                                              | 70    |       |
| 28. September | George Harrison Shull                   | US-amerikanischer Botaniker und Pflanzengenetiker                                                               | 80    |       |
| 29. September | Lina Haarbeck                           | deutsche Schriftstellerin                                                                                       | 83    |       |
| 30. September | Fritz Alberti                           | deutscher Schauspieler                                                                                          | 76    |       |
| 30. September | Leopold Atlas                           | US-amerikanischer Drehbuchautor und Dramatiker                                                                  | 46    |       |
| 30. September | Frederick Sykes                         | britischer Luftwaffenbefehlshaber und Politiker                                                                 | 77    |       |